# Coriaria
Coriaria es el único género de la familia Coriariaceae con 28 especies de plantas con flores perteneciente a la familia de las coriariáceas. Es originario de la región del Mediterráneo y desde Pakistán a Japón, de Nueva Guinea, Nueva Zelanda y del sur de Sudamérica.

## Especies seleccionadas
Coriaria angustissima 

Coriaria arborea 

Coriaria japonica 

Coriaria kingiana 

Coriaria lurida 

Coriaria microphylla 

Coriaria myrtifolia 

Coriaria napalensis 

Coriaria plumosa 

Coriaria pottsiana 

Coriaria pteridoides 

Coriaria ruscifolia 

Coriaria sarmentosa 

Coriaria sinica 

Coriaria terminalis 

Coriaria thymifolia